# Шостко, Галина Петровна
Галина Петровна Шостко (10 (23) января 1911; Пермь, Пермская губерния, Российская империя — 21 (22) января 1997; Москва, Россия) — советская актриса театра и кино. Заслуженная артистка РСФСР (1969).

## Биография
Родилась 10 (23) января 1911 года в Перми Пермской губернии.
С самого детства у Шостко были склонности к танцам и Галина решила начать ими заниматься, а позже стала обучаться хореографии и выступать в качестве балерины. Танцевала в Большом театре, затем была артисткой Оперной студии (Государственный оперный театр им. К.С. Станиславского). На сцене выступала с 1929 года по 1934 год. После обнаружения врачами грыжи, её прооперировали и запретили заниматься танцами.
В 1934 году по протекции Станиславского, Галина вошла во вспомогательный состав МХАТа. Там Шостко работала до 1982 года.
Ушла из жизни 21 января 1997-го года в возрасте 85-ти лет. Похоронена на Востряковском кладбище.

## Личная жизнь
Была замужем за военным Николаем Шостко. У них была дочь Людмила.

## Фильмография
- 1953 — Анна Каренина (фильм-спектакль), (Кармасова)
- 1957 — Ленинградская симфония (Анна Петровна)
- 1963 — Выстрел в тумане (секретарь Бинкля)
- 1967 — Война и мир (фильм 4-й, эпизод)
- 1967 — Кремлёвские куранты (фильм-спектакль), (Прасковья, кухарка Забелиных)
- 1972 — Последние (фильм-спектакль), (нянька)
- 1973 — Записки охотника (фильм-спектакль), (барыня, у Тургенева - родственница барыни)
- 1973 — Мать своих детей (фильм-спектакль)
- 1973 — Село Степанчиково и его обитатели (фильм-спектакль), (приживалка)
- 1973—1983 — Вечный зов (учительница)
- 1978 — Бархатный сезон | Velvet Season (СССР, Швейцария), эпизод
- 1979 — Несколько дней из жизни И.И. Обломова (тетка Ольги)
- 1981 — Иванов (фильм-спектакль), (старушка)
- 1984 — Парад планет (Наталья Сергеевна)
- 1984 — Три сестры (фильм-спектакль), эпизод
- 1985 — Законный брак (соседка)
- 1987 — Этот фантастический мир. Выпуск 12 (фильм-спектакль), (зрительница в суде)
- 1987 — На исходе ночи | At the Close of Night | Im Morgengrauen (СССР, ГДР), (пассажирка немецкого судна)
- 1988 — Вербена (короткометражный)
- 1988 — Дорогое удовольствие (стоматолог)
- 1991 — Безумная Лори (1-я серия, эпизод)
- 1992 — Квартира (Александра Сергеевна Пумпянская)

## Звания и награды
- Заслуженная артистка РСФСР (1969, [1970])[5]

## Издания
- Владимир Иванович Немирович-Данченко. Творческое наследие: в 4-х томах. — Московский Художественный Театр, 2003. — 744 с. — ISBN 978-5-900020-12-9.[6]
- София Станиславовна Пилявская. Грустная книга. — Вагриус, 2001. — 376 с. — ISBN 978-5-264-00577-0.[7]
- Russian S.F.S.R. Ведомости Верховного Совета Российской Советской Федеративной Социалистической Республики. — Изд. Верховного Совета РСФСР, 1970. — 1192 с.